# Luiminkajärvi (sjö i Ranua, Lappland, Finland)
Luiminkajärvi eller Latvaluiminka är en sjö i Finland. Den ligger i kommunen Ranua i landskapet Lappland, i den norra delen av landet, 700 km norr om huvudstaden Helsingfors. Latvaluiminka ligger 185,7 meter över havet. Arean är 29,2 hektar och strandlinjen är 2,94 kilometer lång. Sjön  ingår i Ijo älvs huvudavrinningsområde. 